# Michel Aoun
Michel Aoun (født 30. september 1933) er en libanesisk politiker og tidligere general, der har været Libanons præsident siden 2016.
Han blev valgt til præsident af parlamentet den 31. oktober 2016, efter at landet havde været uden præsident siden den foregående præsident Michel Suleiman trådte tilbage ved udgangen af sin valgperiode i maj 2014.